# R. J. Ellory
R. J. Ellory, de son nom complet Roger Jon Ellory, né le 20 juin 1965 à Birmingham, est un écrivain britannique, auteur de romans policiers et de thrillers. 

## Biographie
Roger Jon Ellory n’a pas connu son père, parti avant sa naissance, qui d'après son entourage aurait été un voleur hollandais. Il vit avec sa mère, son frère d'un an son ainé et sa grand-mère. Son grand-père est mort noyé en 1957. Sa mère, actrice, danseuse de ballet et chanteuse meurt d’une pneumonie foudroyante à 28 ans alors qu'il a 7 ans ; sa grand-mère l'élève seule mais elle a une santé fragile et décide de le placer en orphelinat avec son frère ; il y reste jusqu'à ses 16 ans. 
Il découvre dans la bibliothèque de l'orphelinat les livres de  Charles Dickens, Agatha Christie, Arthur Conan Doyle, Truman Capote, Harper Lee, Ernest Hemingway, William Faulkner, Joseph Conrad, qui déclenchent une envie de créativité dans le domaine artistique. Il étudie la musique, joue de la trompette, dans le registre classique aussi bien que dans celui du jazz. Il fait des études d’arts, et étudie notamment la photographie. 
À 16 ans, il abandonne ses études et retourne dans la maison familiale de Birmingham ; sa grand-mère meurt d'une crise cardiaque quelques semaines seulement après son retour. Il se retrouve seul, avec son frère, dans une maison où l'eau et l'électricité sont coupées. Pour gagner leur vie, ils volent des légumes dans les potagers voisins et les revendent. Ils volent également des poulets dans un monastère. Les frères sont condamnés à trois mois de prison.
Lorsqu'il sort de prison, Roger Jon Ellory monte un groupe de rock, The Manta Rays , Roger Jon jouant de la guitare. Ils construisent leur studio d'enregistrement dans la maison toujours dépourvue d'électricité. Les rudes conditions de leur vie sont fatales à leur batteur, asthmatique. Cet épisode dramatique conduit Roger Jon Ellory à donner un autre but à sa vie, avec davantage de sens. Son goût pour la lecture l'amène à aider ceux qui ont du mal à lire. 
En 1987, à 22 ans, il voit un étudiant qui, entre deux cours, est toujours très absorbé par la lecture d'un unique roman , l'étudiant lui explique qu'il ne veut lire que ce roman, qui le passionne. Cela « allume une lumière dans la tête » de RJE qui explique : « je veux écrire des livres qui ont cet effet sur les gens ». Il se met donc à écrire tous les jours ; en six ans, il produit ainsi 22 romans (thriller, polars, horreur…) dont aucun n'est publié. Il décide donc d'arrêter d'écrire. 
Huit ans plus tard, en 2001, qu'il se remet à l’ouvrage et un éditeur anglais décide de lui donner sa chance après plus de 600 lettres de refus de 120 éditeurs. Ellory voit son roman, Candlemoth, publié en 2003. Depuis, il publie un livre chaque année,.

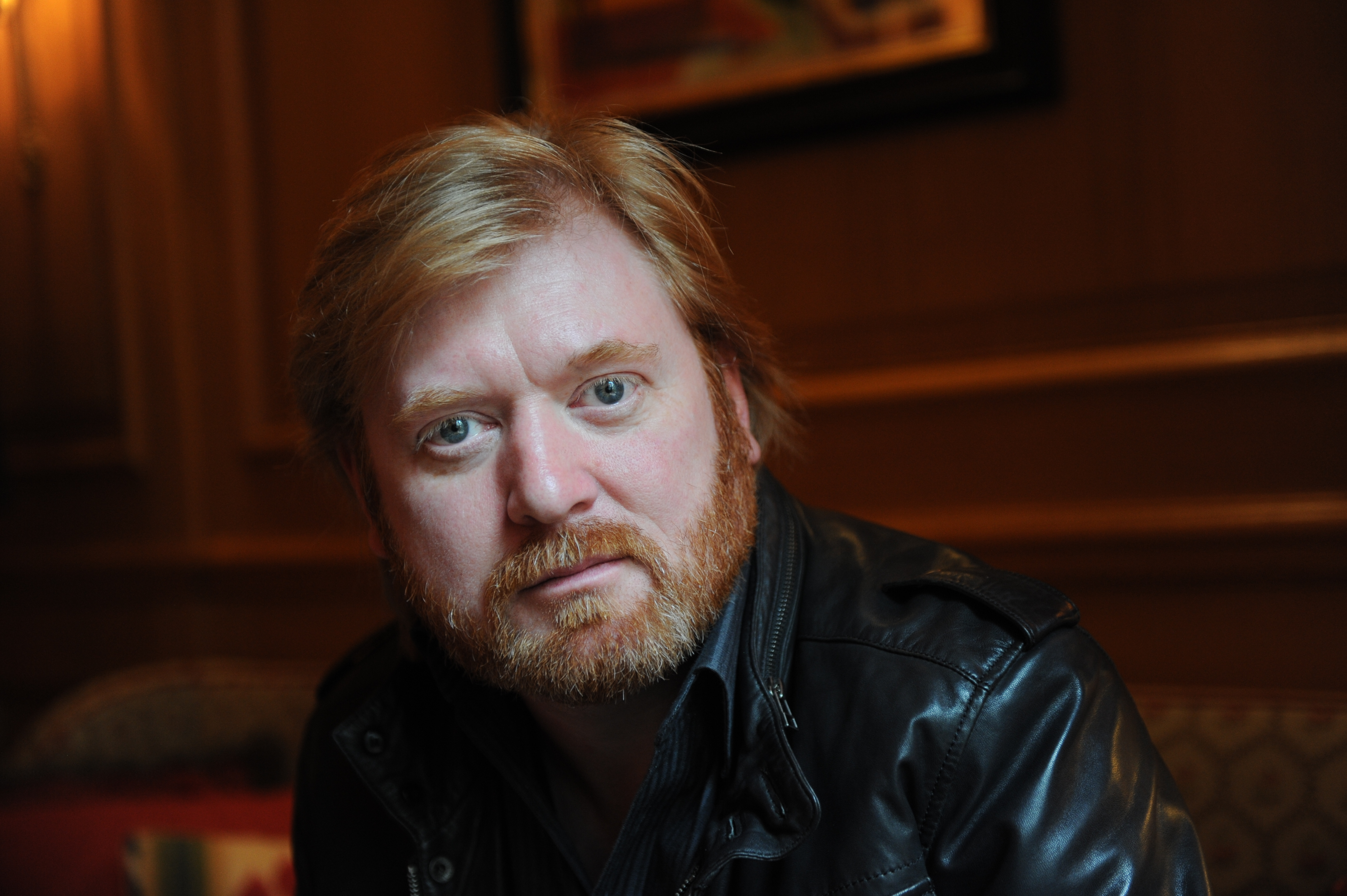
R. J. Ellory, le 15 février 2012 à Paris.

En septembre 2012, Jeremy Duns, auteur de romans d'espionnage, découvre que, sous le couvert de pseudonymes, R. J. Ellory écrit sur internet de fausses critiques, élogieuses pour ses propres romans et négatives pour ses concurrents. Lors de la révélation dans la presse par Daily Telegraph, Ellory présente des excuses.
En avril 2013, la revue Lire révèle qu'il est un membre actif  de l'Église de Scientologie depuis 1986.

## Œuvre

### Romans
Les ouvrages sont classés par date de parution dans la langue originale.
- Papillon de nuit [« Candlemoth, 2003 »] (trad. de l'anglais par Fabrice Pointeau), Paris, Sonatine Éditions, 2015, 516 p. (ISBN 978-2-35584-295-5)- réédition Le Livre de poche Thrillers, 2016,  (ISBN 978-2-253-18442-3) 
- présélectionné pour le prix CWA Ian Fleming Steel Dagger 2003[8].
- Les Fantômes de Manhattan [« Ghostheart, 2004 »] (trad. de l'anglais par Fabrice Pointeau), Paris, Sonatine Éditions, 2018, 464 p. (ISBN 978-2-35584-296-2)- réédition Le Livre de poche Thrillers, 2019,  (ISBN 978-2-253-18441-6).
- Vendetta [« A Quiet Vendetta, 2005 »] (trad. de l'anglais par Fabrice Pointeau), Paris, Sonatine Éditions, 2009, 651 p. (ISBN 978-2-35584-016-6)- réédition Le Livre de poche Thrillers, 2010,  (ISBN 978-2-253-12526-6)
 - Prix des libraires du Québec 2010, catégorie Roman hors Québec.
- Omerta, Sonatine Éditions 2022
- City of Lies, 2006, présélectionné pour le prix CWA Ian Fleming Steel Dagger 2007[9]
- Seul le silence [« A Quiet Belief in Angels, 2007 »] (trad. de l'anglais par Fabrice Pointeau), Paris, Sonatine Éditions, 2008, 504 p. (ISBN 978-2-35584-013-5)- réédition Le Livre de poche Thrillers, 2009,  (ISBN 978-2-253-12527-3)
- Prix[10] BibliObs/Le Nouvel Observateur du roman noir 2009 - catégorie roman étranger
- Prix des lecteurs du Livre de Poche / le choix des libraires 2010[11]
- Les Anonymes [« A Simple Act of Violence, 2008 »] (trad. de l'anglais par Clément Baude), Paris, Sonatine Éditions, 2010, 756 p. (ISBN 978-2-35584-030-2)- réédition Le Livre de poche Thrillers, 2012,  (ISBN 978-2-253-15711-3).
- Les Assassins [« The Anniversary Man, 2009 »] (trad. de l'anglais par Clément Baude), Paris, Sonatine Éditions, 2015, 567 p. (ISBN 978-2-35584-289-4)- réédition Le Livre de poche Thrillers, 2016,  (ISBN 978-2-253-18443-0).
- Les Anges de New York [« Saints of New York, 2010 »] (trad. de l'anglais par Fabrice Pointeau), Paris, Sonatine Éditions, 2012, 500 p. (ISBN 978-2-35584-110-1)- réédition Le Livre de poche Thrillers, 2013,  (ISBN 978-2-253-15712-0).
- Mauvaise Étoile [« Bad Signs, 2011 »] (trad. de l'anglais par Fabrice Pointeau), Paris, Sonatine Éditions, 2013, 600 p. (ISBN 978-2-35584-194-1)- réédition Le Livre de poche Thrillers, 2014,  (ISBN 978-2-253-17607-7).
- Un cœur sombre [« A Dark and Broken Heart, 2012 »] (trad. de l'anglais par Fabrice Pointeau), Paris, Sonatine Éditions, 2016, 496 p. (ISBN 978-2-35584-312-9)- réédition Le Livre de poche Thrillers, 2017,  (ISBN 978-2-253-18444-7).
- Chicagoland [« Chicagoland, 2013 »] (trad. de l'anglais par Fabrice Pointeau), Paris, Sonatine Éditions, 2015, 93 p. (ISBN 978-2-35584-232-0)
- Les Neuf Cercles [« The Devil and The River, 2013 »] (trad. de l'anglais par Fabrice Pointeau), Paris, Sonatine Éditions, 2014, 574 p. (ISBN 978-2-35584-269-6)- réédition Le Livre de poche Thrillers, 2015,  (ISBN 978-2-253-00114-0).
- Le Carnaval des ombres [« Carnival of Shadows, 2014 »] (trad. de l'anglais), Paris, Sonatine Éditions, 2021, 604 p. (ISBN 978-2-35584-374-7)
- Le Chant de l'assassin [« Mockingbird Songs, 2015 »] (trad. de l'anglais par Claude et Jean Demanuelli), Paris, Sonatine Éditions, 2021, 496 p. (ISBN 978-2-35584-661-8)
- Kings of America 2017  (ISBN 978-1-4091-6862-1)
- Le Jour où Kennedy n'est pas mort [« Three Bullets, 2019 »] (trad. de l'anglais par Fabrice Pointeau), Paris, Sonatine Éditions, 2020, 426 p. (ISBN 978-2-35584-795-0)
- The Actor's Playbook, 2020
- Le Secret de Joseph Conrad [« The Man Who Ate The World, 2020 »] (trad. de l'anglais par Gauthier Dupont et Guillaume Dumoulin), Paris, Héraclès Éditions, 2024, 250 p. (ISBN 978-2-38661-200-8)
- Proof of Life, 2021
- Une saison pour les ombres [« The Darkest Season, 2022 »] (trad. de l'anglais par Étienne Gomez), Paris, Sonatine Éditions, 2023, 416 p. (ISBN 978-2-35584-990-9)
- Au nord de la frontière [« The Last Highway, 2023 »] (trad. de l'anglais par Fabrice Pointeau), Paris, Sonatine Éditions, 2024, 496 p. (ISBN 978-2-38399-143-4)
- Everglades [« The Bell Tower, 2024 »] (trad. de l'anglais par Étienne Gomez), Paris, Sonatine Éditions, 2025, 496 p. (ISBN 978-2-38399-207-3)

### Nouvelles
- Le Sursis, dans l'anthologie À peine entré dans la librairie... La Griffe noire, 30 ans. Paris : Télémaque, 06/2018, p. 101-112.  (ISBN 978-2-7533-0357-7)
- Private eye / trad. Fabrice Pointeau, dans Regarder le noir, anthologie sous la direction d'Yvan Fauth. Paris : Belfond, 06/2020, p. 197-226.  (ISBN 978-2-7144-9345-3)
- Le Parfum du laurier-rose / trad. Fabrice Pointeau, dans Respirer le noir, anthologie sous la direction d'Yvan Fauth. Paris : Belfond, 05/2022, p. 7-45.  (ISBN 978-2-7144-9591-4)
- Scène de crime / trad. Fabrice Pointeau, dans Déguster le noir, anthologie sous la direction d'Yvan Fauth. Paris : Belfond, coll. "Belfond noir", 06/2023, p. 257-293.  (ISBN 978-2-7144-9749-9)

## Adaptations

### Adaptation en bande dessinée
- Fabrice Colin et Sacha Goerg, Chicagoland, éditions Delcourt, 2015
- Fabrice Colin et Richard Guérineau, Seul le silence, éditions Phileas, 2021